# Dun Dege
Dun Dege – chiński zapaśnik w stylu wolnym. Zajął 18. miejsce na mistrzostwach świata w 1995. Srebrny medal na igrzyskach azjatyckich w 1994. Piąty w mistrzostwach Azji w 1993 roku.